# Dofttrattskivling
Dofttrattskivling (Clitocybe fragrans) är en svampart som först beskrevs av William Withering, och fick sitt nu gällande namn av Paul Kummer 1871. Dofttrattskivling ingår i släktet Clitocybe och familjen Tricholomataceae.  Arten är reproducerande i Sverige. Inga underarter finns listade i Catalogue of Life.

## Källor

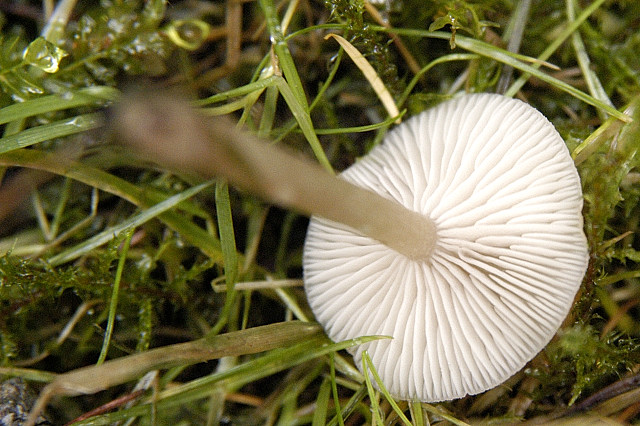